# Bucovina în Primul Război Mondial

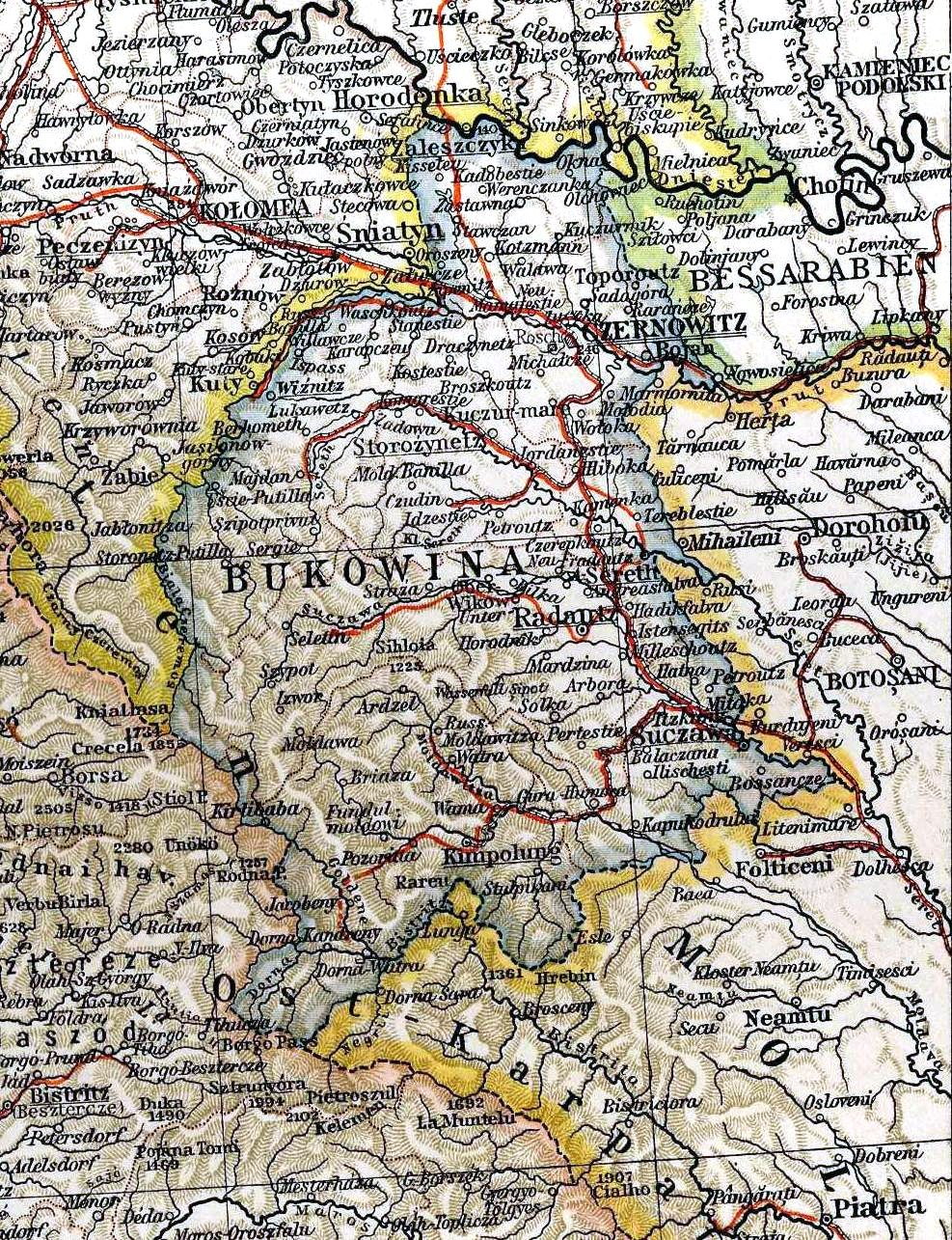
Harta Bucovinei din anul 1901

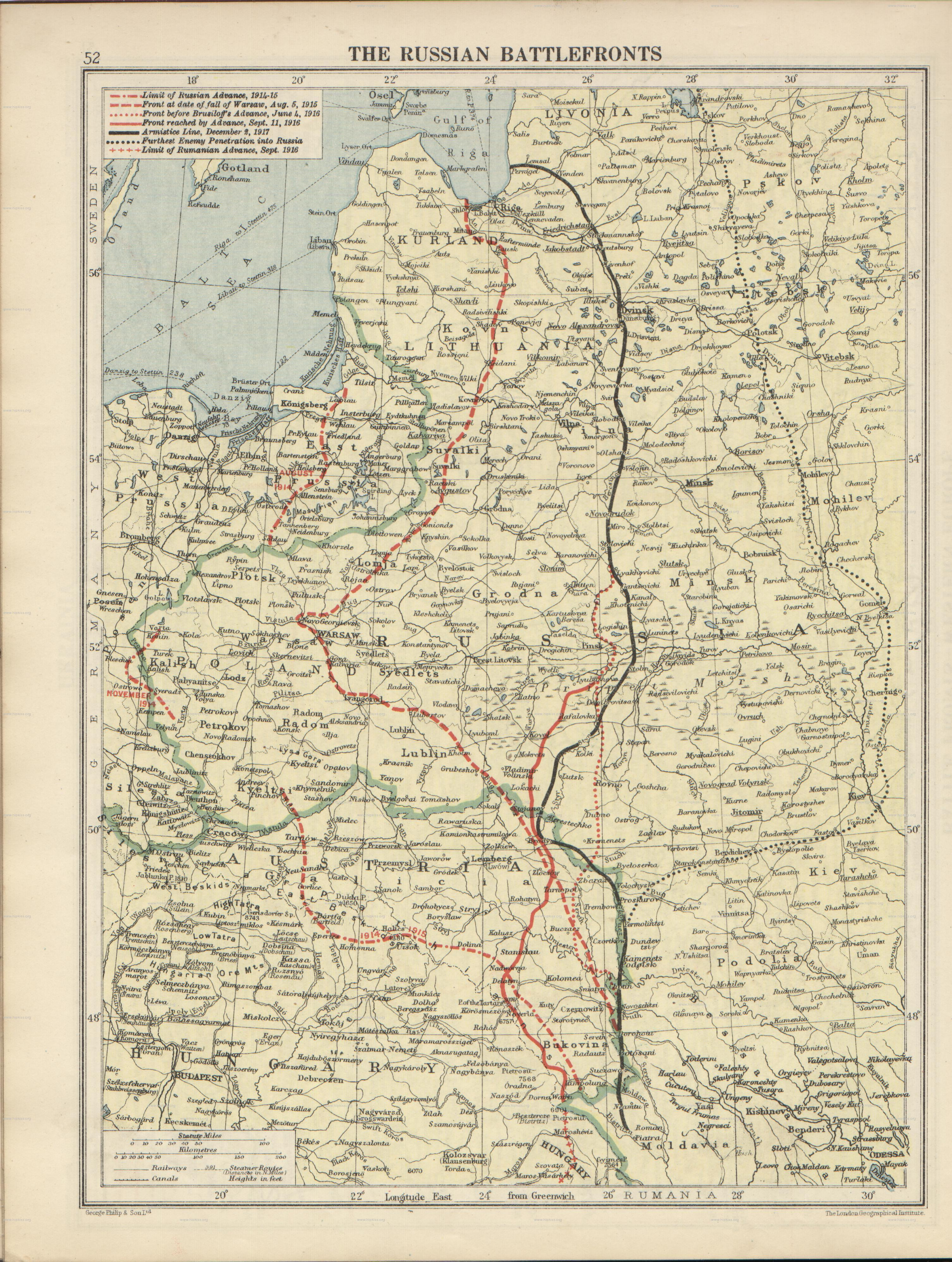
Harta zonelor de bătălia ale armatelor ruse în Primul Război Mondial

Bucovina în Primul Război Mondial a constituit pentru Armata Austro-Ungară și Armata Imperială Rusă un teatru secundar de operațiuni militare.
Spre diferență de alte zone, acțiunile militare nu au luat aspectul unor lupte de poziții. Acestea au constat predominent în deplasări de trupe pe căile principale de acces, pentru învăluirea inamicului și ocuparea prin lupte de durată scurtă a liniilor de teren, a căilor de comunicații și a localităților cu roluri strategice, administrative și logistice semnificative în ducerea războiului. Dinamica operațiunilor, a făcut ca teritoriul său să fie pierdut sau reocupat de către armatele combatante de 3 ori în intervalul 1914-1918.

## Situația premergătoare războiului
În  apropierea Primului Război Mondial, datorită colonizărilor și imigrărilor populația Bucovinei ajunsese un mozaic etnic, format din 12 naționalități și 10 confesiuni. Conform ultimului recensământ austriac, rutenii se situau pe primul loc cu 38,38 %.. Românii mai reprezentau doar o treime (34,38%) din totalul locuitorilor, iar etnicii germani 21,24 %. Printre etnicii germani au fost socotiți și evreii, al căror procent ajunsese la 12,86 %. Românii erau situați predominent în sud și partea centrală a estului Bucovinei, iar ucrainenii în nord și partea central-vestică. Exista un mic număr de polonezi, secui și slovaci.
Germanii (incluzând evreii) erau concentrați, mai ales în Gura Humorului, Rădăuți, Siret, Suceava și Cernăuți.. Acestora li se adăugau – în orașe, polonezi.
Ucrainenii din această regiune a Imperiului Austro-Ungar aveau o conștiință socială mai dezvoltată decât cei aflați sub dominația rusă în Basarabia și erau conduși de o elită politică experimentată și activă, formată din reprezentanți ai clasei de mijloc a orașelor și intelectuali ai satelor (preoți ortodocși si greco-catolici, profesori, funcționari publici). La începutul secolului al XX-lea, comunitatea ucraineană era favorizată la nivelul administrației locale. În aceeași perioadă opțiunile politice ucrainene se îndreptau spre 3 curente politice: Bătrânii ruteni, Tinerii ruteni și Radicalii. Din 1896 activa în Bucovina și Partidul Social Democrat, organizat ulterior pe secțiuni etnice (cea ucraineană a fost coordonată între 1906 și 1918 de către de Iosip Bezpalko.

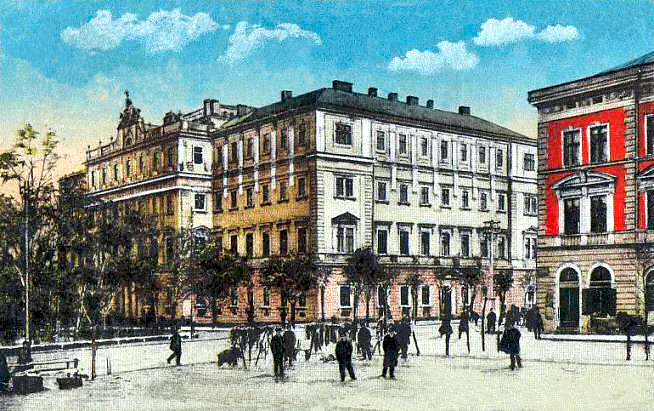
Sediul administrației Ducatului Bucovinei după 1905

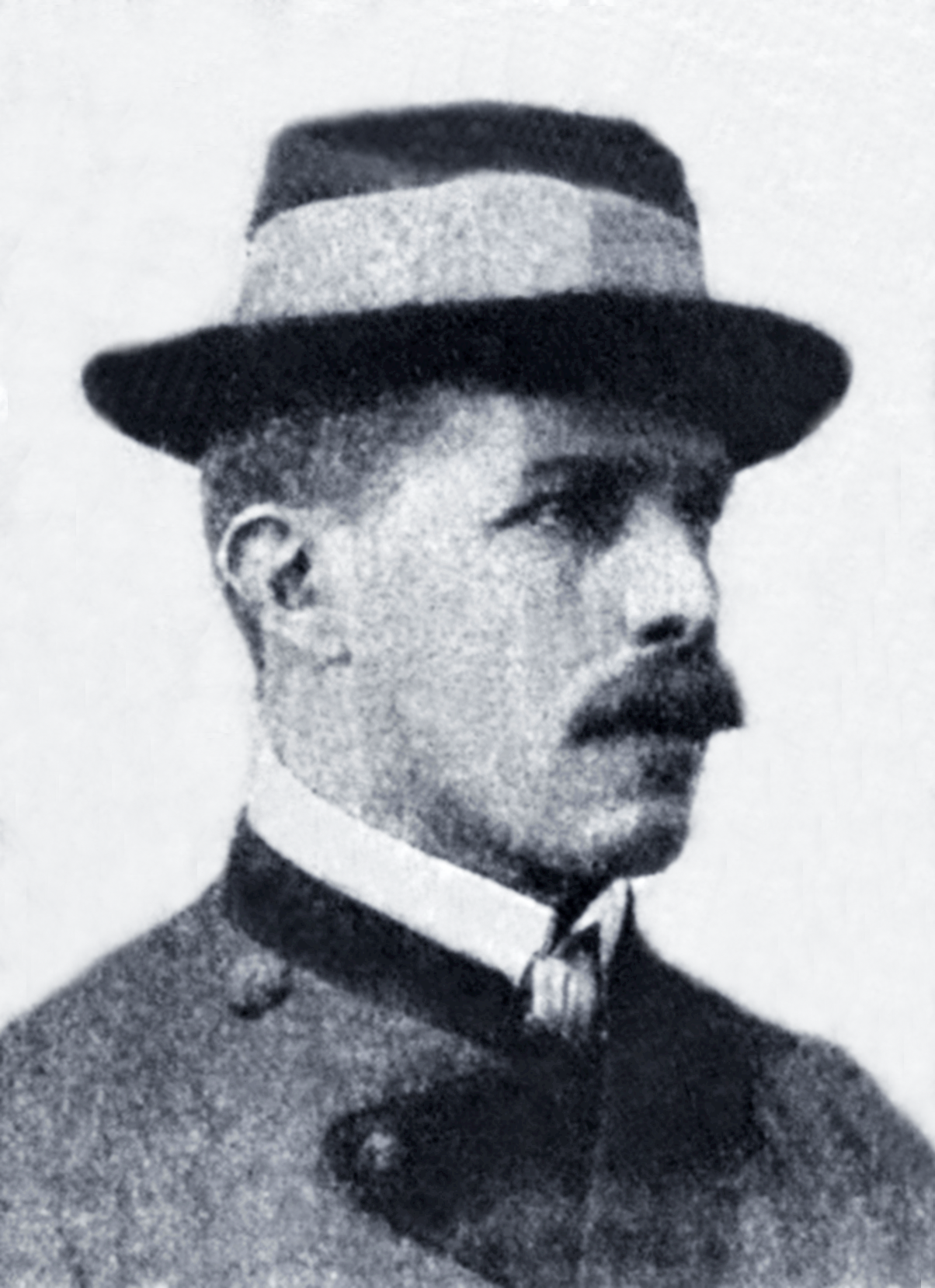
Contele Rudolf von Meran, guvernator al Bucovinei în perioada 15 ianuarie 1912 - 15 decembrie 1916)

Sistemul politic instituit de către liderii austrieci era însă echilibrat și, căuta totuși să atenueze tensiunile care apăreau în procesul de afirmare a identității naționale a celor cinci grupuri etnice majore (ucraineni, români, germani, evrei și polonezi), Acest sistem lua în calcul dimensiunea fiecărui grup etnic. Conform legii electorale care fusese introdusă în 1910, legislativul Bucovinei avea 63 de membri, din care 28 de locuri erau ocupate de către reprezentanți ai comunităților: câte 10 de către ucraineni și respectiv români, 7 de către germanii și 1 de către polonezi. 18 locuri erau destinate celor aleși prin vot universal, din care câte 6 erau ocupate de români și respectiv ucraineni, 5 de germani și 1 de polonezi. În legislativul austriac, bucovinenii cu drept de vot trimeseseră în 1907, 14 membri: cîte 5 reprezentanți din partea românilor și respectiv ucrainenilor, precum și 4 germani. Limba română și ucraineană deveniseră alături de germană, limbi oficiale ale regiunii.
Asasinarea arhiducelui Franz Ferdinand a produs în Bucovina consternare, dat fiind că era o speranță pentru românii aflați aici, care credeau că el le va îmbunătăți viața. Atentatul a fost înfierat, s-au trimis telegrame de condoleanțe, s-au ținut slujbe și copiii cuplului imperial rămași fără părinți, au fost compătimiți.

## Dinamica operațiunilor
Succesiv au stâpânit teritoriul atât trupele ruse (septembrie - octombrie 1914, noiembrie 1914 - februarie 1915; iunie 1916 - august 1917), cât și cele austro - ungare. Fiecare perioadă de ocupație a fost asociată cu arestări, condamnări, persecuții și jafuri.

### 1914

#### Mobilizarea

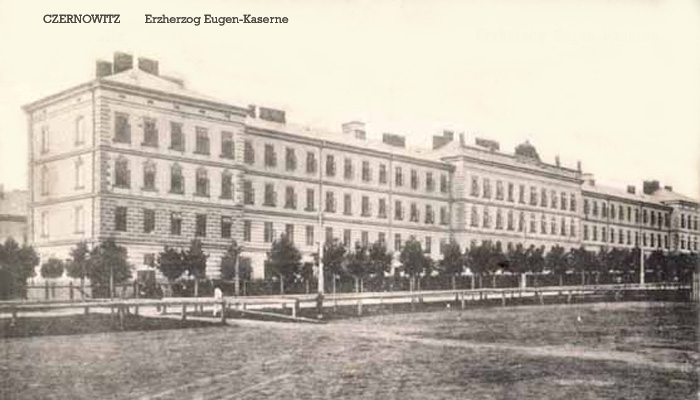
Cazărmile infanteriei austriece din Cernăuți

După ce pe 28 iulie Austro-Ungaria a declarat război Serbiei, în ultima zi a lunii iulie a fost declarată mobilizarea generală, iar din 6 august Dubla Monarhie a fost în stare de război și cu Imperiul Rus.

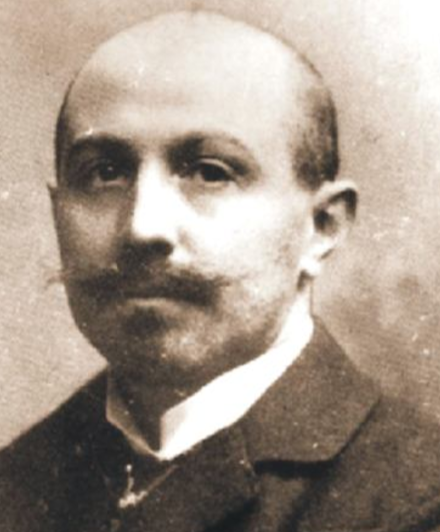
Aurel Onciul

Atât oficialitățile cât și partidele etnice bucovinene (german, evreesc, român, ucrainean), sau ziarele locale ori instituția bisericii, au sprijinit ideile propagate de statul austro-ungar, în ceea ce privește noul conflict. În ceea ce-i privește pe români, s-a remarcat în acest sens Aurel Onciul, cunoscut austrofil și conducător al partidului țărănesc. Declarațiile politice ale conducătorilor partidelor politice românești nu au concordat însă cu situația reală a românilor, care au rămas naționaliști și iredentiști.
Cu scopul de a fi ușurată mobilizarea etnicilor români în armată, acestora li s-a permis să poarte tricolorul și li s-a acordat dreptul de a beneficia de asistență spirituală din partea preoților militari de origine română.  Rezerviștii au fost mobilizați în regimentele 20 Infanterie, 22 Landwehr (etnici români), 23 (etnici români), 24, 30, 34, 41 (etnici români),  50, 53, 55, 61, 88 Infanterie, 4 Ulani, 4 (etnici români) și 9 Dragoni, 35 artilerie și batalioanele 11, 18, 27, 30 Vânători. Au fost organizate 2 corpuri de legionari, unul român (cu sprijinul deputatului austrofil Aurel Onciul) și celălalt ucrainean (cu spijinul deputatului Nicolae de Wassilko).

##### Ordinea de bătaie

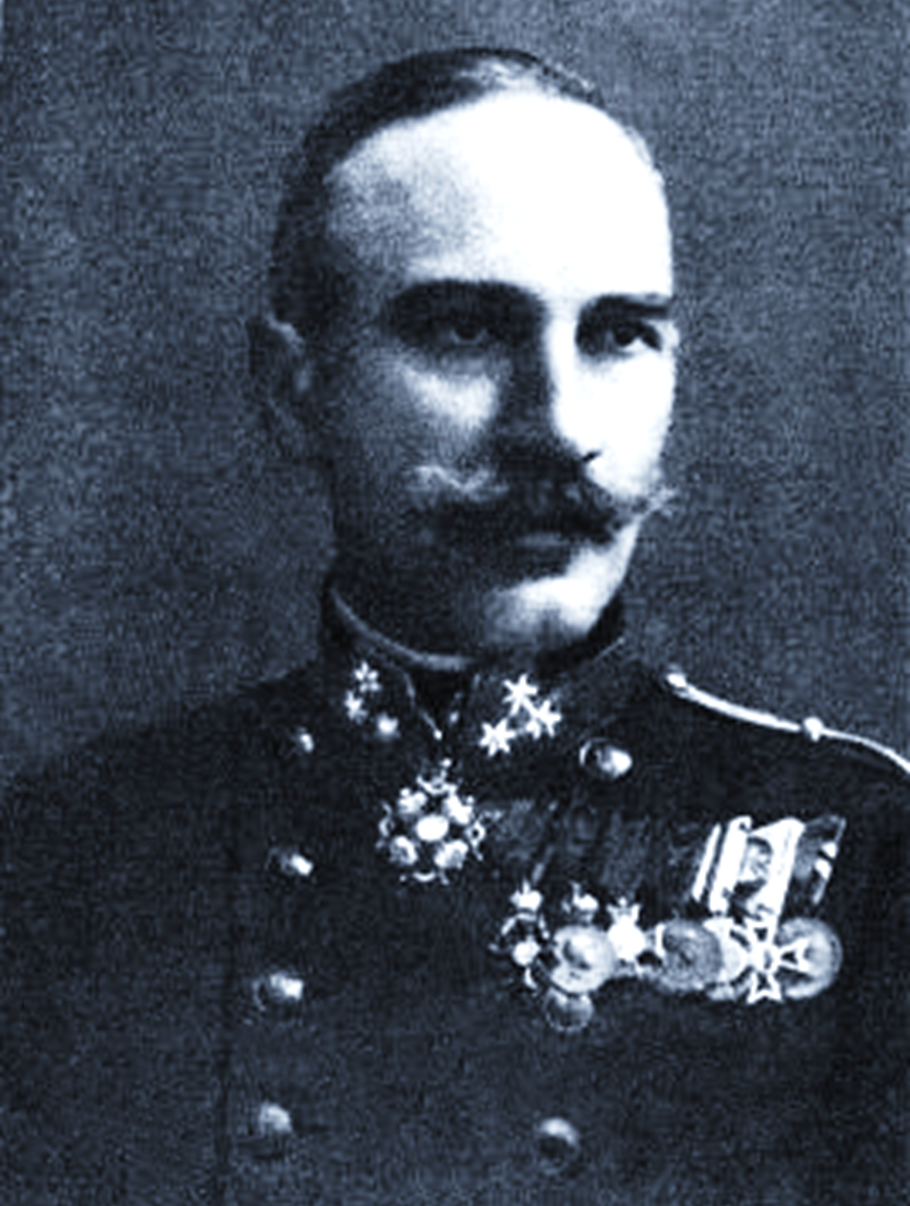
Colonelul Eduard Fischer în 1914

Imediat la nord de granița bucovineană la Zalișciîkî, a fost instalată Divizia 43, care recruta din Bucovina. Regimentele 22 și 41 Infanterie au fost trimise să lupte în Galiția Orientală în cadrul acesteia (în cadrul Diviziei 41 după altă sursă), care a fost inclusă în Armee Gruppe Kovess (destinat să apere regiunea), regimentul 22 luptând apoi și în Italia. În ansamblul planului austro-ungar care urmărea concentrarea efortului ofensiv prin intermediu a 3 armate la nord între Cracovia si Lemberg, teritoriul bucovinean a fost el însuși lăsat să fie apărat cu și mai puține trupe decât cel al Galiției Orientale, anume numai de către o brigadă (Nr. 35 Landwehr comandată de generalul Münzel) Comandantul acesteia avea în subordine Corpul de Jandarmi al maiorului (mai târziu colonel) Eduard Fischer, care a primit sarcina de a se concentra la granița cu Basarabia între Prut și Nistru. În condițiile în care Münzel a rămas în Cernăuți, Fischer a strâns în seara zilei de 5 august la graniță aproximativ 50 de jandarmi, 600 de milițieni pedeștri și 80 de călăreți, cu o rezervă de aproximativ aceeași dimensiune situată la 10-20 de km în spate.
Planul de campanie rus – în condițiile în care efortul ofensiv era prevăzut spre Galiția Orientală cu 2 armate, prevedea trimiterea în Bucovina numai a unor trupe de acoperire din noua armată a lui Alexei Brusilov, care urma să se formeze în Basarabia. Regiunea urma așadar să aibă un rol secundar.
Armata rusă – deși cu un număr mare de soldați, suferea la capitolul înzestrare tehnică. În compensație armata austriacă avea deficiențe la nivel de comandament în ceea ce privește pregătirea strategică.

#### Prima invazie rusă

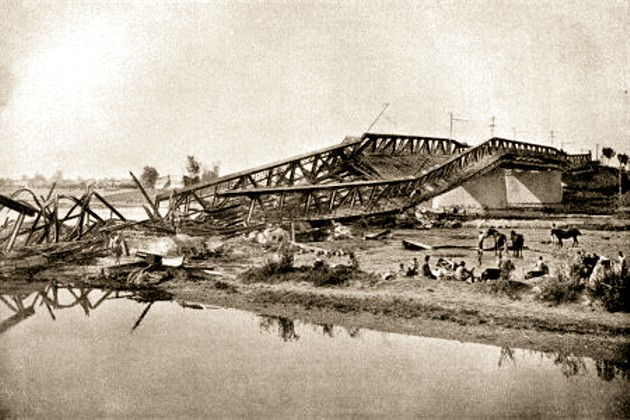
Podul rutier de peste Prut de lângă Cernăuți, distrus în 1914

La începutul toamnei 1914 sub presiunea rusă, aparatul administrativ s-a mutat la Vatra Dornei.

#### Dinamica politică și diplomatică
Prin Acordul secret româno-rus din 1914 (Sazonov-Diamandy) semnat la 18 septembrie/1 octombrie 1914 la Sankt Petersburg, României i s-a recunoscut oficial dreptul de a reuni „părțile din Austro-Ungaria locuite de români”, atunci când „va considera oportun”. Referitor la Bucovina, se stabilea ca principiul naționalităților să servească drept bază în delimitarea teritoriilor ce urmau să treacă sub suveranitatea României sau Rusiei.

### 1915

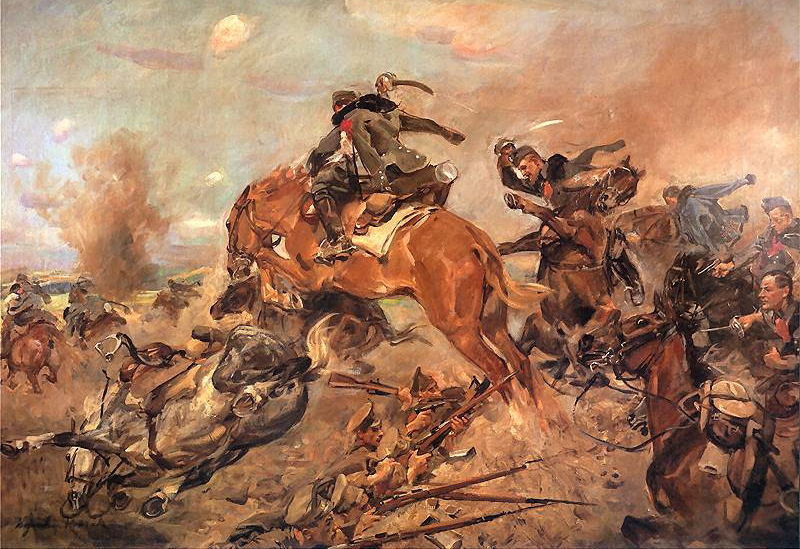
Șarja de la Răchitna a cavaleriei Brigăzii a II-a a Legiunilor Poloneze din 13 iunie 1915

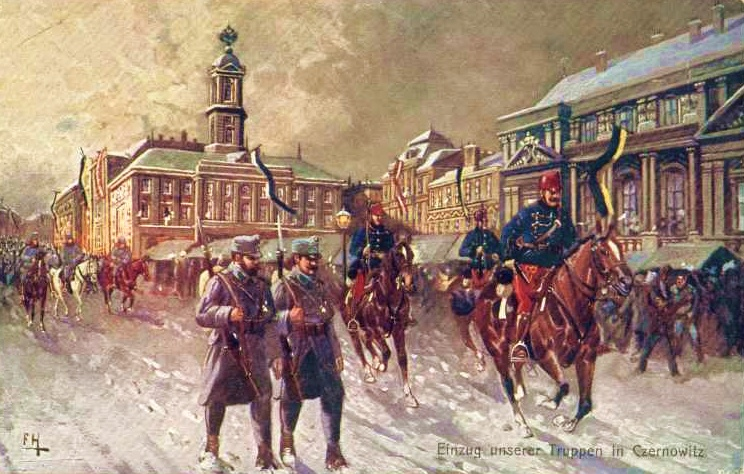
Reintrarea trupelor austro-ungare în Cernăuți la începutul anului 1915

## A doua invazie rusă

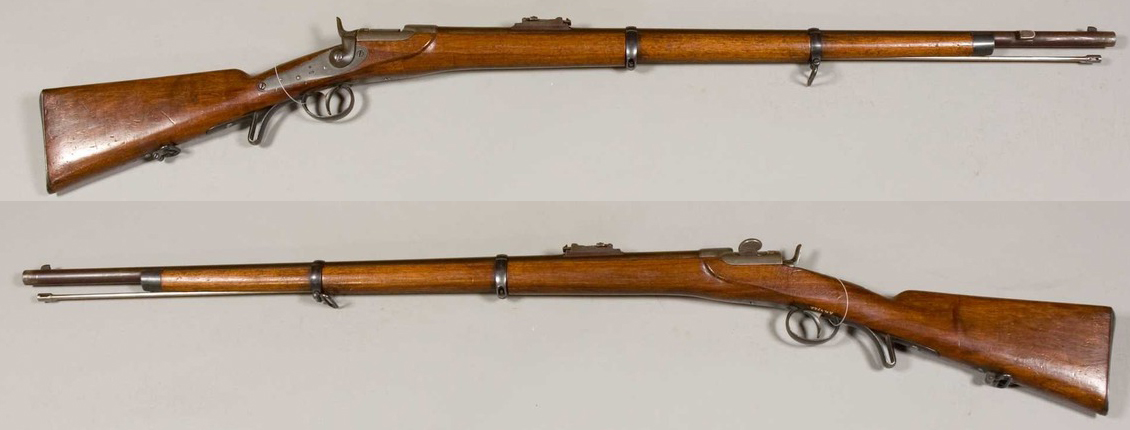
Pușcă model Werndl-Holub M1867, din dotarea Corpului de legionari români din Bucovina

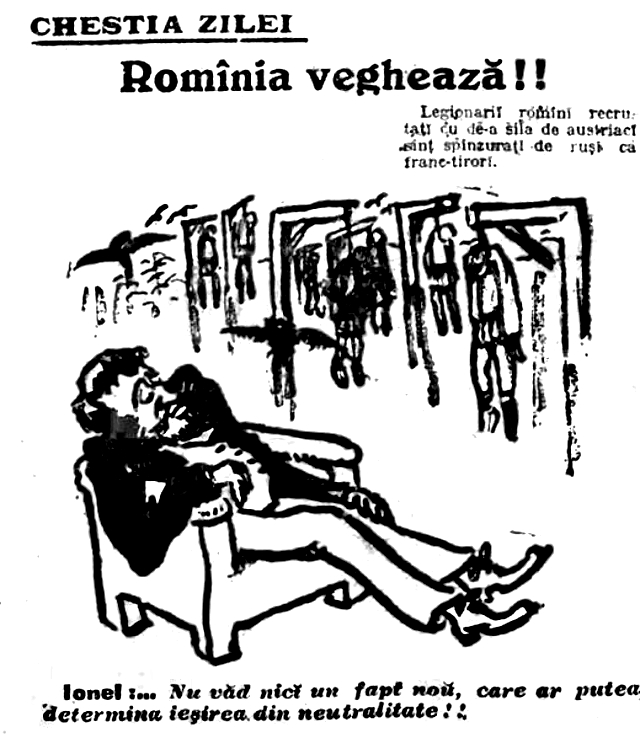
Caricatură antiguvernamentală din ziarul Adevărul din 8 ianuarie 1915, ilustrând soarta tragică a voluntarilor bucovineni înrolați în Corpul de Legionari români din Bucovina, spânzurați de ruși

### 1917
Defecțiunea Rusă apărută ca urmare a evenimentelor revoluționare, a generat probleme noi prin afirmarea pretențiilor ucrainene asupra unei părți din Bucovina. Părăsirea frontului de către armată imperială rusă, intrată în degringoladă, a permis reocupare integrală a teritoriului bucovinean de către austro-ungari până în noiembrie 1918.

### 1918
La sfârșitul lunii octombrie 1918, ca efect al atitudinii ostile a autorităților austriece și ucrainene față de mișcarea românească unionistă situația s-a agravat. După reunirea la 14/27 octombrie 1918 la Cernăuți a Adunării Constituante a românilor din Bucovina, Vasile Bodnărescu – agent diplomatic  al lui Iancu Flondor pe lângă Guvernul României, a solicitat la 4 noiembrie o intervenți militară română 
La 5 noiembrie 1918, prin Ordinul de operații nr.1, semnat de generalul Constantin Hârjeu , ministru de război, s-a dispus ca Divizia a VIII-a Infanterie, comandată de generalul Iacob Zadik, să treacă granița și să se îndrepte spre Cernăuți, capitala provinciei.
La 6 noiembrie 1918, elemente reacționare și indivizi înarmați ocupă Palatul guvernatorului austriac Josef von Etzdorf pe care îl alungă. În aceeași zi, Joseph von Etzdorf predă puterea lui Omelian Popowicz și Aurel Onciul.
În dimineața zilei de 6 noiembrie 1918 au intrat în Suceava, Câmpulung Moldovenesc și Gura Humorului primele detașamente române de grăniceri și jandarmi,  iar la 9 noiembrie 1918 a intrat în Bucovina Divizia a VIII-a a generalului Iacob Zadik, care la 11 noiembrie a ajuns la Cernăuți.

## Situația civililor
Civilii au pus la dispoziția autorităților militare caii și trăsurile, au participat la lucrări de întreținere a drumurilor reparare a podurilor și săpare a tranșeelor. O proclamație emisă la 18 septembrie 1914, interzicea tragerea clopotelor la biserici. Bisericile și casele parohiale sătești, au trebuit să asigure spații necesare pentru desfășurarea instrucției militare a recruților. În 1915 s-au rechiziționat clopotele din biserici și mănăstiri. Recolta anilor 1915-1918 a fost rechiziționată în bloc. În zonele de nord ale Bucovinei, unde au staționat trupele maghiare, s-a declanșat foametea.
Necazurile si greutăți mari pentru bucovineni au venit din partea organelor statului austro-ungar cu rol administrativ-represiv, care încă din 1914 au instituit tribunale militare și au început persecuții dure împotriva celor bănuiți de atitudini antiaustriece. O parte din populația Bucovinei a fost evacuată și deportată. Dintre cei invinuiti de trădare sau spionaj de către respectivele instituții , unii au fost deportați în lagăre din Austria cum a fost acel de la Thalerhof, din Stiria. Deportări s-au făcut și spre Gmünd din nordul Austriei sau Terezin din nordul Boemiei.
Represaliile autorităților au afectat întreaga populație ucraineană a provinciei, catalogată în întregul ei ca fiind rusofilă. Represiunea a avut un caracter de masă în mediul rural, din totalul deținuților mai mult de 70 % fiind simpli țărani, înafara oricăror convingeri politice. Aceste măsuri au fost adoptate în pofida faptului că – în comparație cu Galiția sau Transcarpatia, suportul ideilor pro-ruse printre bucovineni a fost redus. Acuzele invocate erau grave și, frecvent cazurile se finalizau prin execuții, în condițiile în care codurile militare permiteau jandarmilor ca cel acuzat de spionaj să poată fi împușcat sau spânzurat pe loc, în public. Au existat și atrocități în masă. Astfel pe 24 iunie 1915 satul Onut a fost ars de către trupele ungare.

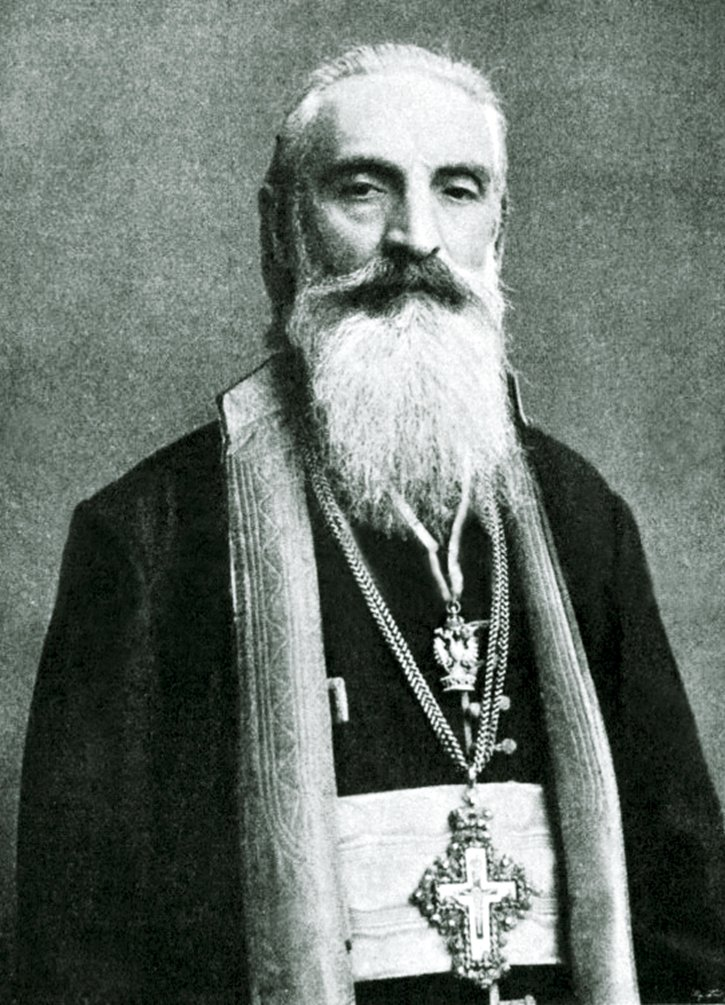
Mitropolitul Vladimir de Repta

Unii dintre bucovinenii etnici români care au trecut în România fie s-au înrolat voluntar în armata română, fie au desfășurat activități de informare sau propagandă. O parte dintre aceștia au fost întreținuți de către statul român prin subsidii.
Preoții (în special cei care au aparținut clerului ortodox) au fost principalii suspectați în ochii autorităților. Cea mai frecentă acuzație adusă atât acestora cât și mirenilor a fost aceea de rusofilie. Mitropolitul Vladimir de Repta a fost exilat la Praga până la sfârșitul războiului, deoarece atunci când armata rusă a intrat prima dată în Cernăuți, acesta s-a conformat impunerii rușilor de a face o slujbă de Te Deum la catedrală în cinstea zilei onomastice a țarului și, în biserici la Liturghie acesta să fie pomenit cu toată familia.
După ofensiva austro-ungară din februarie 1915 și recâștigarea teritoriului de către Dubla Monarhie, regimul a devenit și mai strict și abuzurile asupra populației civile au crescut.